# Jean de Vignay
Jean de Vignay, Jehan de Vignay, ou Jehan du Vingnai (vers 1283 près de Bayeux - après 1340?) est un traducteur français de la première moitié du XIVe siècle, connu pour son énorme production de traductions du latin au français.

## Biographie
Probablement originaire la région de Bayeux, en Normandie, il étudia le droit canon dans un collège parisien avant d’entrer dans l’ordre des hospitaliers de Saint-Jacques-du-Haut-Pas à Paris. Son activité littéraire est cependant un peu mieux connue. Il aurait en effet traduit en français une douzaine d’ouvrages latins, la plupart des plus grands succès de l’époque :
- Le Miroir historial (vers 1332) : traduction du Speculum historiale du frère dominicain Vincent de Beauvais ;
- La Chronique de Primat : traduction d’une chronique latine aujourd’hui disparue composée par Primat, moine de l’abbaye bénédictine de Saint-Denis, qui relate les événements survenus lors des règnes de Saint Louis (1226-1270) et de Philippe le Hardi (1270-1285) ;
- La Légende dorée : traduction de la célèbre Legenda aurea du frère dominicain Jacques de Voragine, une compilation de quelque 180 vies de saints qui a connu une immense diffusion au Moyen Âge et à la Renaissance ;
- Les Oisivetés des empereurs: traduction des Otia imperialia, un traité de géographie composé en latin par Gervais de Tilbury pour l’empereur Otton IV ;
- Les Enseignements : traité de gouvernement des princes et d’art de la guerre, à l’origine écrit en grec par Théodore Paléologue, fils de l’empereur byzantin Andronic II Paléologue, puis traduit en latin par lui-même[1] ;
- Le Directoire pour faire le passage en Terre sainte : traduction du Directorium ad passagium faciendum attribué tantôt à Guillaume Adam, tantôt à Raymond Étienne ;
- Le miroir de l’Église: traduction du Speculum ecclesiae du dominicain Hugues de Saint-Cher ;
- Les Épîtres et Évangiles des dimanches et des fêtes, traduites en français pour la reine Jeanne de Bourgogne, femme de Philippe VI ;
- Les Merveilles de la terre d’outremer : traduction de l’Itinerarium du franciscain Odoric de Pordenone ;
- Le Jeu des échecs moralisé : traduction de la Moralisatio super ludum scaccorum du dominicain Jacques de Cessoles, ouvrage didactico-allégorique extrêmement répandu au Moyen Âge.

Les inventaires de la bibliothèque des rois Charles V et Charles VI effectués à la fin du XIVe et au début du XVe siècle mentionnent également une traduction en prose du roman d'Alexandre qui aurait été réalisée par Jean de Vignay. Elle n’a cependant été jamais retrouvée.